# Faded (bài hát của Alan Walker)
"Faded" là một bài hát ballad điện tử năm 2015 bởi nhà sản xuất nhạc người Anh-Na Uy Alan Walker, phát hành vào ngày 25 tháng 11 năm 2015. Bài hát trở nên hết sức thành công, khi nằm trong top 10 ở hầu hết các bảng xếp hạng âm nhạc ở nhiều nước, và vươn tới hạng nhất ở trên 10 bảng xếp hạng.
Nhờ có Faded mà anh được góp mặt trong bảng xếp hạng DJ Mag lần đầu tiên với vị trí thứ 55, từ đó không ngừng cải thiện thứ bậc của mình trên DJ Mag nói chung, mà nhiều bảng xếp hạng khác hay Youtube.

## Bối cảnh
Bài hát là phiên bản làm lại của bản nhạc "Fade" (hiện đang đứng đầu về lượt view với 432 triệu view trên kênh NoCopyrightSounds) do Alan Walker sáng tác trước đó và được phát hành trên NoCopyrightSounds vào năm 2014. Bài hát là ca khúc đứng đầu trên ứng dụng shazam.Tính đến nay, "Faded" đã giành được hơn 3 tỉ lượt xem youtube (đạt mốc 1 tỉ vào ngày 17 tháng 3 năm 2017 (MV thứ 49 đạt cột mốc này và nhanh thứ 20 tại thời điểm đó) mốc 1.5 tỉ vào ngày 12 tháng 1 năm 2018 (MV thứ 32 đạt cột mốc này và nhanh thứ 20 tại thời điểm đó) mốc 2 tỉ vào ngày 12 tháng 10 năm 2018 (MV thứ 24 đạt mốc này và nhanh thứ 16 tại thời điểm đó) đạt mốc 2.5 tỉ vào ngày 7 tháng 9 năm 2019 (MV thứ 17 đạt mốc này và nhanh thứ 10 tại thời điểm đó), đạt mốc 2.8 tỉ vào ngày 15 tháng 7 năm 2020 (MV thứ 15 đạt mốc này và nhanh thứ 7 tại thời điểm đó) đạt mốc 3 tỉ vào ngày 3 tháng 3 năm 2021 (MV thứ 13 đạt cộc mốc này và nhanh thứ 8 tại thời điểm đó) YouTube cùng hơn 22 triệu lượt thích, đứng thứ 4 về số lượt thích đứng thứ 13 về lượt view. Ngày 4 tháng 7 năm 2020 MV đạt mốc 20 triệu lượt like và lọt top 4 MV đạt mốc này đầu tiên (sau Shape Of You, See You Again, Despacito). Nếu chỉ tính riêng dòng nhạc EDM thì đây là MV đầu tiên đạt mốc 20 triệu lượt like (Ngày 4 tháng 7 năm 2020), MV đầu tiên đạt mốc 3 tỉ lượt xem (ngày 3 tháng 3 năm 2021)
Cũng chỉ tính riêng dòng nhạc EDM, ngày 11 tháng 1 năm 2021 Faded đã vượt qua "Lean On " (của Major Lazer) về lượt xem (2.954.000.000+) để trở thành MV EDM giữ kỉ lục đồng thời có lượt xem và lượt thích cao nhất mọi thời đại trên youtube và ngày 3 tháng 3 năm 2021 MV cũng đồng thời giữ kỉ lục MV EDM đầu tiên và duy nhất đạt mốc 3 tỉ lượt xem và 20 triệu lượt thích trên youtube. MV cũng có tỷ lệ thích cao nhất trong số 40 video có nhiều lượt thích nhất (97,38%). Tuy có cấu trúc và giai điệu gần giống với "Fade", "Faded" lại đáng chú ý hơn "Fade" bởi phần mở đầu bằng piano; sự góp giọng của Iselin Solheim cùng với sự kết hợp nhạc tốt.

## Diễn biến thương mại
"Faded" đã trở thành một thành công về mặt thương mại gần như ngay sau khi được ra mắt, đứng đầu các bảng xếp hạng đĩa đơn ở Thụy Điển, Na Uy và Phần Lan, cũng như vào đến top 3 ở bảng xếp hạng đĩa đơn ở Đan Mạch. Bài hát từng đứng đầu các bảng xếp hạng ở hơn 10 nước và nằm trong top 5 ở hơn 25 nước.
Bài hát còn được xếp hạng ở nhiều nước khác như Úc, Áo, Bỉ, Canada, Pháp, Đức, Indonesia, Ireland, Ý, Latvia, Malaysia, Hà Lan, New Zealand, Thụy Sĩ, Tây Ban Nha, Vương quốc Anh và Hoa Kỳ. Bài hát ngoài ra còn đứng hạng nhất ở bảng xếp hạng Shazam Top 100.
Trên YouTube, "Faded" có trên 620 triệu lượt xem tính đến tháng 9 năm 2016, và nằm trong danh sách 40 video có lượt thích nhiều nhất trên YouTube với gần 3.9 triệu lượt thích. Ngoài ra, bài hát có tỉ lệ lượt thích cao nhất, với tỉ lệ 97,38%.
Nó cũng đã đạt đến danh sách 100 video YouTube được xem nhiều nhất.
Trên Spotify, "Faded" có hơn 650 triệu luồng vào tháng 5 năm 2017 và là một trong 30 bài hát trực tuyến hàng đầu.
Chính bản thân anh cũng không tin mình lại có thành công như vậy ngay cả lần đầu nghe bản piano của nó, trong một video cảm ơn trên youtube khi đạt 1 tỉ lượt xem, nhà sản xuất của anh cho thấy ông luôn ám ảnh câu "Where are you now?, Where are you now?" đó là lý do tạo nên thành công cho ca khúc này.
Mặc dù khi được phỏng vấn, anh chia sẻ rằng anh phải rất cố gắng để giữ được khoảng thời gian với mọi người và hoàn thành việc học tập sau sự thành công của Faded, nhưng anh phải thừa nhận ca khúc Faded đã quá thành công và anh phải nghỉ học.

## Biểu diễn trực tiếp
Một số nữ ca sĩ đã biểu diễn ca khúc Faded sống cùng Alan Walker. Ngoài Iselin Solheim, người cũng là ca sĩ gốc của thu âm, bài hát cũng đã được trình diễn trực tiếp với Ingrid Helene Håvik (ca sĩ Highasakite),Tove Styrke, Alexandra Rotan, Angelina Jordan, Zara Larsson và Torine Michelle. 

## Video nhạc
Các công trình khai thác mỏ đá Derelict Rummu trong nước vào ban đêm, tháng 9 năm 2014
Một video âm nhạc đã được phát hành, có tính Shahab Salehi  làm nhân vật chính.  Đoạn video được quay ở mỏ đá Rummu ở Estonia, sản xuất và biên soạn bởi Bror Bror và do Rikkard và Tobias Häggbom điều khiển, cùng với Rikkard Häggbom cũng là giám đốc nhiếp ảnh.
Đoạn video cho thấy một thanh niên mặc bộ đồ đen theo phong cách của người da đen, bao gồm mặt nạ, lang thang với ba lô và một tấm ảnh của nhà mình trong tay.Anh lang thang qua từ bỏ lĩnh vực bao gồm các tòa nhà cao tầng bị tàn phá và các cấu trúc vô chủ, một bùng SOS được sử dụng bởi anh ấy tại một thời điểm để khám phá một tòa nhà tối. Được dẫn dắt bởi bức ảnh, cuối cùng anh ta đã định vị ngôi nhà của mình nhưng tìm thấy nó trong đống đổ nát. Với một cái nhìn cuối cùng tại nhà của mình, anh ta loại bỏ mặt nạ của mình, khi video kết thúc.. 

### Vị trí quay phim
Linnahall vào tháng 11 năm 2011. Các 
kiến trúc sư Raine Karp và Riina Altmäe
Video này được quay ở Estonia,  và tập trung chủ yếu vào các tòa nhà bị bỏ hoang, bị bỏ rơi, hoặc bị hư hỏng.  Hầu hết các địa điểm quay phim được xen kẽ qua video và không xuất hiện theo thứ tự liên tục.
Các vị trí đáng chú ý bao gồm tòa nhà Linnahall (được xây dựng từ đá vôi),  nhà máy sản xuất hàng dệt và xây dựng hòa nhạc tại Põhja puiestee 7 ở Tallinn; Nhà tù Rummu trước đây, mỏ đá vôi Rummu và hồ dọc theo đầu gãy tiếp theo ở Vasalemma Parish; Và một số địa điểm xung quanh thành phố Paldiski.  Chụp cuối cùng có các tàn tích của một tòa nhà gần bờ biển bán đảo Pakri bên ngoài Paldiski, ở ngoại ô làng Laoküla, Keila Parish (59.327337 ° N 24.103941 ° E).

## Danh sách ca khúc
| Bản tải xuống kỹ thuật số | Bản tải xuống kỹ thuật số | Bản tải xuống kỹ thuật số |
| STT                       | Nhan đề                   | Thời lượng                |
| ------------------------- | ------------------------- | ------------------------- |
| 1.                        | "Faded"                   | 3:32                      |
| 2.                        | "Faded (Instrumental)"    | 3:35                      |

| Bản tải xuống kỹ thuật số (Phiên bản Thay thế) | Bản tải xuống kỹ thuật số (Phiên bản Thay thế) | Bản tải xuống kỹ thuật số (Phiên bản Thay thế) |
| STT                                            | Nhan đề                                        | Thời lượng                                     |
| ---------------------------------------------- | ---------------------------------------------- | ---------------------------------------------- |
| 1.                                             | "Faded (Restrung)"                             | 3:37                                           |

| Bản tải xuống kỹ thuật số – remix | Bản tải xuống kỹ thuật số – remix        | Bản tải xuống kỹ thuật số – remix |
| STT                               | Nhan đề                                  | Thời lượng                        |
| --------------------------------- | ---------------------------------------- | --------------------------------- |
| 1.                                | "Faded" (Tiesto's Deep House Remix)      | 4:29                              |
| 2.                                | "Faded" (Dash Berlin Remix)              | 3:35                              |
| 3.                                | "Faded" (Tungevaag & Raaban Remix)       | 4:11                              |
| 4.                                | "Faded" (Y&V Remix)                      | 4:33                              |
| 5.                                | "Faded" (Tiesto's Northern Lights Remix) | 4:10                              |
| 6.                                | "Faded" (Luke Christopher Remix)         | 3:35                              |

| Bản tải xuống kỹ thuật số – remix II | Bản tải xuống kỹ thuật số – remix II | Bản tải xuống kỹ thuật số – remix II |
| STT                                  | Nhan đề                              | Thời lượng                           |
| ------------------------------------ | ------------------------------------ | ------------------------------------ |
| 1.                                   | "Faded" (Slushii Remix)              | 3:31                                 |
| 2.                                   | "Faded" (Young Bombs Remix)          | 3:22                                 |

## Xếp hạng và chứng nhận
| Bảng xếp hạng (2015–16)                | Vị trí |
| -------------------------------------- | ------ |
| Argentina (Monitor Latino)             | 11     |
| Úc (ARIA)                              | 2      |
| Áo (Ö3 Austria Top 40)                 | 1      |
| Bỉ (Ultratop 50 Flanders)              | 2      |
| Bỉ (Ultratop 50 Wallonia)              | 1      |
| Canada (Canadian Hot 100)              | 32     |
| Croatia (Airplay Radio Chart Top 20)   | 2      |
| Cộng hòa Séc (Singles Digitál Top 100) | 1      |
| Đan Mạch (Tracklisten)                 | 3      |
| Phần Lan (Suomen virallinen lista)     | 1      |
| Pháp (SNEP)                            | 1      |
| Germany (Official German Charts)       | 1      |
| Guatemala (Monitor Latino)             | 11     |
| Hungary (Single Top 40)                | 1      |
| Ireland (IRMA)                         | 6      |
| Israel (Media Forest)                  | 8      |
| Ý (FIMI)                               | 1      |
| Latvia (Latvijas Top 40)               | 1      |
| Lebanon (Lebanese Top 20)              | 3      |
| Hà Lan (Single Top 100)                | 2      |
| New Zealand (Recorded Music NZ)        | 2      |
| Na Uy (VG-lista)                       | 1      |
| Ba Lan (Polish Airplay Top 100)        | 1      |
| Portugal Digital Songs (Billboard)     | 1      |
| Romania (Media Forest)                 | 7      |
| Slovakia (Singles Digitál Top 100)     | 1      |
| Nam Phi (EMA)                          | 3      |
| Tây Ban Nha (PROMUSICAE)               | 1      |
| Thụy Điển (Sverigetopplistan)          | 1      |
| Thụy Sĩ (Schweizer Hitparade)          | 1      |
| Anh Quốc (OCC)                         | 7      |
| Hoa Kỳ Billboard Hot 100               | 80     |

| Quốc gia                                                                                             | Chứng nhận   | Số đơn vị/doanh số chứng nhận |
| --- | ------------ | ----------------------------- |
| Úc (ARIA)                                                                                            | 4× Platinum  | 280.000‡                      |
| Áo (IFPI Áo)                                                                                         | Platinum     | 30.000‡                       |
| Bỉ (BEA)                                                                                             | 2× Platinum  | 40,000‡                       |
| Đan Mạch (IFPI Đan Mạch)                                                                             | 2× Platinum  | 120,000^                      |
| Phần Lan (Musiikkituottajat)                                                                         | Platinum     | 0                             |
| Đức (BVMI)                                                                                           | 2× Platinum  | 600.000‡                      |
| Ý (FIMI)                                                                                             | 8× Platinum  | 350,000‡                      |
| Hà Lan (NVPI)                                                                                        | Gold         | 10.000‡                       |
| New Zealand (RMNZ)                                                                                   | 2× Platinum  | 0*                            |
| Na Uy (IFPI)                                                                                         | 2× Platinum  | 80.000‡                       |
| Ba Lan (ZPAV)                                                                                        | 2× Diamond   | 200.000‡                      |
| Tây Ban Nha (PROMUSICAE)                                                                             | 4× Platinum  | 160.000‡                      |
| Thụy Điển (GLF)                                                                                      | 11× Platinum | 360,000‡                      |
| Anh Quốc (BPI)                                                                                       | Platinum     | 600.000‡                      |
| Hoa Kỳ (RIAA)                                                                                        | Gold         | 500.000‡                      |
| * Chứng nhận dựa theo doanh số tiêu thụ. ‡ Chứng nhận dựa theo doanh số tiêu thụ và phát trực tuyến. |              |                               |

## Faded Restrung
Vào ngày 11 tháng 2 năm 2016, Alan Walker phát hành phiên bản âm hưởng của "Faded", được gọi là "Faded (Restrung)". Bài hát được biểu diễn bằng một cây đàn piano và dây đàn, với tất cả các yếu tố EDM được đưa ra. Walker đã viết trong một ghi chú cho The Faded , rằng anh đã quyết định một phiên bản thay thế của "Faded", để "làm nổi bật các khía cạnh khác của bài hát, để trình bày cho khán giả khác có thể thích giọng nói của Iselin Solheim Những giai điệu, nhưng không thể chịu được phần nhạc điện tử của nó ". Điều này trái ngược với bản Instrumental nhấn mạnh phần EDM beat và tăng tốc cho phần lời của Iselin.
Video nhạc "Restrung" tham gia bởi Walker, Iselin Solheim và một nhóm 11 người biểu diễn trong khu lò phản ứng của R1, lò phản ứng hạt nhân đầu tiên của Thụy Điển. Dàn diễn viên đang mặc thương hiệu hoodies, tức là áo trùm kín mặt của Alan Walker.  Phòng lò phản ứng R1 nằm dưới lòng đất tại Viện Công nghệ Hoàng gia Thu Sweden Điển (KTH) của Thụy Điển tại Stockholm. 
Nhóm đã tạo ra video cho "Faded" cũng đã làm video âm nhạc cho "Restrung" - Bror Bror là nhà sản xuất, Rikkard và Tobias Häggbom đạo diễn, và Shahab Salehi được xem là trợ lý. Bầu không khí quay phim gần giống với "Faded"; Theo cảnh quay đằng sau hậu trường của Alan Walker, video "Restrung" đã được quay như một sự tiếp tục của các loại đối với video gốc "Faded". 